# Flygelhorn

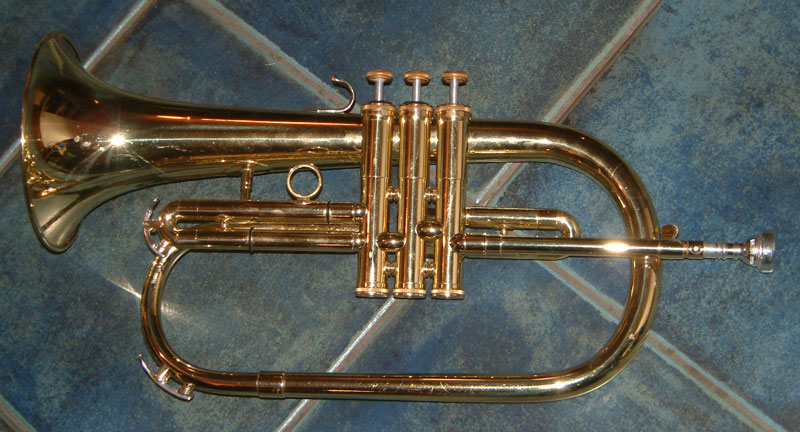
Flygelhorn

Flygelhorn är ett bleckblåsinstrument och en variant av bygelhorn som oftast är stämt i Bb/Bess. Flygelhornet är ett populärt musikinstrument inom jazzen som ett mjukare klingande alternativ till trumpeten. I storband ingår flygelhorn ofta i trumpetsektionen. Det är ett bleckblåsinstrument. 
Ett flygelhorn har tre eller fyra ventiler och ett djupt munstycke. Somliga moderna flygelhorn är försedda med en fjärde ventil som sänker tonhöjden en ren kvart (liksom den fjärde ventilen på vissa eufonier, tubor och piccolatrumpeter eller trombonens ventil).